# Synagoga w Telszach
Synagoga w Telszach – żydowska bóżnica znajdująca się w Telszach. 
Jest drewnianym jednopiętrowym budynkiem, który po 1940 roku odebrano gminie żydowskiej. Została zbudowana najprawdopodobniej w XIX wieku. 
Obok cmentarza żydowskiego zamienionego na park jest jedną z pamiątek przypominających o wielokulturowym obliczu dawnych Telsz.